# 津田英三
津田 英三（つだ えいぞう、1948年3月17日 - ）は、日本の声優、俳優、演出家。

## 来歴
埼玉県出身。1971年に劇団東演に所属し、1983年から東京俳優生活協同組合所属。2001年にネイティブ企画を創立、企画・制作・演出を手掛けている。

## 人物
声種はバリトン。特技はギター弾き語り。吹き替えではザンダー・バークレー、ジェームズ・レマーを担当。

## 出演

### テレビドラマ
- 野々村病院物語II 第26話「吾は行く」（1982年 / TBS）
- 月曜ドラマランド / ライパチくん（1985年 / フジテレビ）
- NHK大河ドラマ
  - 徳川家康（1983年） - 近侍
  - いのち（1986年） - 村人
  - 翔ぶが如く（1990年） - 彰義隊
- 妻（1988年 / TBS）
- 太陽にほえろ!（日本テレビ）
  - 第603話「陽炎の街」（1984年）
  - 第701話「ヒロイン」（1986年）
- あなただけ見えない 第1話「愛と欲望の果てに」（1992年 / フジテレビ）
- 木曜ドラマ 愛という名のもとに（1992年 / フジテレビ）
- 銀狼怪奇ファイル FILE 7・8（1996年 / 日本テレビ） - 刑事
- 続・星の金貨 第6話「涙が枯れた最後の嘘 さよなら…愛する人」（1996年 / 日本テレビ）
- 銀色のハンドル（2007年12月31日〜2008年1月1日） - 吉岡修造
- 復興せよ! 〜後藤新平と大震災2400日の戦い〜（2012年1月22日 / 読売テレビ系列）
- Wの悲劇（2012年 / テレビ朝日）

### 舞台
- 劇団東演公演
  - 「山脈」
  - 「出張」（1991年） - 原作・演出
  - 第46回公演「桜の園」（1982年）
  - 第50回公演「シグナルが鳴っている」（1982年）
  - 第55回公演「朝未来」（1983年）
  - 第57回公演「こんにちはニコニコ日本」（1983年）
  - 第59回公演「調理場」（1984年）
  - 第62回公演「日と火と碑と人」（1985年）
  - 第68回公演「エヴァの森」（1986年）
  - 第94回公演「栄光の季節」（1993年）
  - 第99回公演「翔べイカロスの翼」（1995年） - 演出
  - 第100回公演「ロミオとジュリエット」（1997年）
  - 第109回公演「どん底」（1998年） - クレーシチ
- 劇団フォーサム公演（演出）
  - 第1回公演「逞しき女々（ひとびと）」（1999年）
  - 第5回公演「寝取られ宗介」（2008年）
  - 第7回公演「煙が目にしみる」（2005年）
  - 第8回公演「あなたに逢いたくて」（2006年）
  - 第9回公演「こんにちは、母さん」（2008年）
  - 第10回公演「もやしの唄」（2009年）
  - 第11回公演「蠅取り紙 山田家の5人兄妹」（2011年）
  - 第12回公演「メイ・ストーム〜花のもとにて〜」（2012年）
- 劇団川崎演劇塾（演出）
  - 第25回本公演「恋歌がきこえる」（1996年）
  - 第26回本公演「大地から〜そして太陽へ」（1996年）
  - 第31回本公演「ひぐらし一座 騒動記」（2002年）
- ネイティブ企画公演（演出）
  - 第1回公演「法王庁の避妊法」（2002年）
  - 第2回公演「風・神かくし」（2003年）
  - 第3回公演「ザ・ウインズ・オブ・ゴッド」（2004年）
  - 第4回公演「父と暮らせば」（2008年）
  - 第5回公演「私はだれでしょう」（2012年）
  - 第6回公演「太鼓たたいて笛吹いて」（2016年）
- リヨン歌劇場公演 喜歌劇「モスクワ、チェリョームシキ地区」（ショスタコーヴィチ作曲 / 2012年） - 声の出演
- SHOBI THEATRE 2014 声優学科卒業公演vol.15「ネイティブ」（2014年3月8・9日 / 脚本・演出）

### 吹き替え

#### 担当俳優
ザンダー・バークレー
- ER V 緊急救命室（ウィルソン刑事）
- 恋のゆくえ/ファビュラス・ベイカー・ボーイズ（ロイド）※VHS版
- 24 -TWENTY FOUR-（ジョージ・メイソン）
- NIKITA / ニキータ（パーシヴァル・パーシー・ローズ）

ジェームズ・レマー
- ザ・ファントム（クイル）※ソフト版
- 34丁目の奇跡（ジャック・ダフ）
- フラッシュフォワード（ジェームズ・エミーネ）

#### 映画
- アウト・フォー・ジャスティス（ブッチ、店員）※テレビ朝日版
- アダムス・ファミリー2（アマンダの父〈サム・マクマレイ〉）※日本テレビ版
- アダルト♂スクール（ゴールドバーグ〈テリー・オクィン〉）
- アナライズ・ユー（チャピン〈ジョン・フィン〉）
- アニー（執事）
- アビエイター（ジョゼフ・ブリーン〈エドワード・ハーマン〉）
- アビス（“ソニー”・ドーソン〈J・C・クイン〉）※ソフト版
- アメリカン・ヒストリーX（デニス・ヴィンヤード〈ウィリアム・ラス〉）
- 暗殺者 ※テレビ朝日版
- アンストッパブル
- E.O.D. 重爆物処理班（フォーサイス〈マーク・ストロング〉）
- イノセント・ガーデン（リチャード・ストーカー〈ダーモット・マローニー〉）
- インディ・ジョーンズ/最後の聖戦（フェドラ〈リチャード・ヤング〉）※旧ソフト版
- WISHMASTER スーペリア（カジノオーナー〈ボキーム・ウッドバイン〉）
- エアポート'05（デイビス〈ケビン・ドブコン〉）
- エイリアン3（マーフィー）※劇場公開版
- AVP2 エイリアンズVS.プレデター（バディ〈カート・マックス・ランテ〉）
- エクスタミネーター2（ターボ〈アリー・グロス〉）
- エグゼクティブ・ターゲット ※テレビ東京版
- エディー 勝利の天使（カール・ジマー〈リチャード・ジェンキンス〉）
- ガールズ・ガールズ（アンドレアの父〈ジェームズ・カレン〉）
- カウチ・イン・ニューヨーク（スタイン）
- 風と共に去りぬ ※ソフト版
- ガンジー（ジンナー〈アリク・パダムゼ〉）※ソフト版
- 機械じかけの小児病棟（ロバート〈リチャード・ロクスバーグ〉）
- 危険な遊び（ジャック・エヴァンス〈デヴィッド・モース〉）
- 奇跡の旅（ボブ・シーヴァー〈ロバート・ヘイズ〉）
- 奇跡の旅2/サンフランシスコの大冒険（ボブ・シーヴァー〈ロバート・ヘイズ〉）
- ギャングスター（エディ〈ガブリエル・バーン〉）
- キング・オブ・ハーレー ※テレビ東京版
- キングコング ※日本テレビ版
- グッドモーニング, ベトナム（マクファーソン〈ジュニー・スミス〉）※フジテレビ版
- グッドライアー 偽りのゲーム（スティーブン〈ラッセル・トーヴィー〉[5]）
- クライシス・オブ・アメリカ（ギャレット〈ミゲル・フェラー〉）
- クリップス（マリオ・フェアー）
- クレイドル・ウィル・ロック（ジョン・アデール〈ジェイミー・シェリダン〉）
- クロコダイル・ダンディー in L.A.（アーナン・ロスマン〈ジェア・バーンズ〉）※ソフト版
- コードネームはファルコン
- ゴーン・フィッシン'
- 恋する宇宙（マーティ・バックウォルド〈ピーター・ギャラガー〉）
- 幸福の条件 ※ソフト版
- 氷の接吻（アレックス〈パトリック・バーギン〉）※ソフト版
- この茫漠たる荒野で（メリット・ファーレイ〈トーマス・フランシス・マーフィ〉）
- コラテラル・ダメージ ※フジテレビ版
- コロンブス
- サウス・キャロライナ/愛と追憶の彼方
- ザ・クライアント 依頼人（ナッサー警部〈マーク・キャバス〉）※ソフト版
- ザ・クラフト
- ザ・デイ・アフター
- ザ・ファン ※テレビ朝日版
- ザ・ファントム/地獄のヒーロー4
- シー・オブ・ラブ（セラフィーノ〈ポール・カルデロン〉）※ソフト版
- シークレット ウインドウ（ブラッドリー刑事）
- 幸せがおカネで買えるワケ（ラリー・サイモンズ〈ゲイリー・コール〉）
- ジェニファー8（ビズリー〈ニコラス・ラヴ〉）
- 史上最強のアンドロイド（フロント〈マーク・リンゼイ〉）
- シャイニング
- JUSTICE 必殺（プライス〈ジョナサン・バンクス〉）
- ジャック・サマースビー（トラヴィス〈ウェンデル・ウェルマン〉）※ソフト版
- ジョーズ ※TBS版
- ジョニー・デスティニー
- スター・ウォーズシリーズ（ウェッジ・アンティリーズ〈デニス・ローソン〉）
  - スター・ウォーズ エピソード4/新たなる希望 ※ソフト版
  - スター・ウォーズ エピソード5/帝国の逆襲 ※ソフト版
  - スター・ウォーズ エピソード6/ジェダイの帰還 ※ソフト版
  - スター・ウォーズ/スカイウォーカーの夜明け
- スティーブ・ジョブズ（ジョン・スカリー〈マシュー・モディーン〉）
- ストーミー・マンディ（ボブ〈デレク・ホックスビー〉）
- スリー・トゥ・タンゴ（ストラウス〈ジョン・C・マッギンリー〉）
- ソラリス（ジバリアン〈ウルリッヒ・トゥクル〉）
- ダークウォーター 奪われた水の真実（ジャック・ベゴジアン〈アンディ・ガルシア〉）
- ダークエンジェル
- ターミナル（カール〈ジュード・チコレッラ〉）※フジテレビ版
- ターミネーター（警察無線の声、警官 他）※テレビ東京版
- 第十七捕虜収容所（ダンバー中尉〈ドン・テイラー〉）※フジテレビ新録版
- ダイ・ハード（ハインリッヒ〈ゲイリー・ロバーツ〉）※ソフト版
- ダイ・ハード2（ベーカー〈トニー・ガニオス〉）※ソフト版
- 007シリーズ
  - 007/私を愛したスパイ（レンジャー艦船員）※TBS旧録版
  - 007/消されたライセンス（ラスムセン）※ANA機内上映版
  - 007 ゴールデンアイ（戦艦艦長、ディーラー）※ソフト版
- チアーズ!2（セバスチャン学部長〈ケヴィン・クーニー〉）
- チェンバー/凍った絆（デヴィッド・マキャリスター知事〈デヴィッド・マーシャル・グラント〉）
- 沈黙の戦艦（テロ集団の連絡係ウェイヴ）※テレビ朝日版
- 追跡者（ボビー・ビッグス連邦副保安官〈ダニエル・ローバック〉）※ソフト版
- ツインズ（ピーター・ガーフィールド）※ソフト版
- D.N.A./ドクター・モローの島（エドワード・ダグラス〈デヴィッド・シューリス〉）※VHS版
- デイ・アフター・トゥモロー（トム・ゴメス〈ネスター・セラーノ〉）※テレビ朝日版
- テネシー・ナイツ
- デリンジャー（ホーマー・ヴァン・ミーター〈ハリー・ディーン・スタントン〉）※テレビ東京版
- 天国に行けないパパ
- 天と地（尋問官〈マイケル・ポール・チャン〉）
- ドアーズ（ポール・ロスチャイルド〈マイケル・ウィンコット〉）
- DOOM/ドゥーム:アナイアレーション (スタンガ)
- 逃亡者（ボビー・ビッグス連邦副保安官〈ダニエル・ローバック〉）※ソフト版
- ドラゴンハート（父親、スレイヤー、亡霊の声）※ソフト版
- 永遠のワルツ/白い犬とワルツを（ノア）
- ニクソン（ロン・ジーグラー〈デヴィッド・ペイマー〉）
- ニコラスの贈りもの ※VHS版
- ニューヨーク一獲千金（チャッツワース〈ヴァル・エイヴリー〉）
- 女人、四十。（ロー〈ラウ・シュン〉）
- ネイビー・シールズ ※VHS版
- ネゴシエーター ※ソフト版
- ネプチューン（バーンズ〈ジュリアン・ワダム〉）
- ノッキン・オン・ヘブンズ・ドア（ローウィッツ〈ブラジミル・ウェイグル〉）
- ノック・オフ ※テレビ東京版
- ハートブレイク・タウン（ソーシャルワーカー〈クリスチャン・スレーター〉）
- バグジー（ジョーイ・アドニス、ディ・フラッソ伯爵）
- 派遣秘書（ロジャー・ジャッサー〈ドワイト・シュルツ〉）
- バッド・ガールズ ※テレビ朝日版
- バットマン ※テレビ朝日版
- 800万の死にざま
- パトリオット ※テレビ東京版
- パブリック・アイ（ダニー〈ジャレッド・ハリス〉）
- パラダイス・アーミー ※フジテレビ版
- 薔薇の眠り（エド〈ゲリー・バンマン〉）
- パリの大泥棒（コスタンディエ〈イヴ・ルコック〉）
- ハロウィンH20（ウィル〈アダム・アーキン〉）
- ピースキーパー（ネルソン〈ティム・ポスト〉）※テレビ朝日版
- ピアノを弾く大統領（ハン・ミヌク大統領〈アン・ソンギ〉）
- ビッグ・トラブル in NY（ウィリアム・デイヴィス〈エリック・ストルツ〉）
- 秘められた好奇心/柔肌に燃える愛の罠
- ファイナル・レジェンド 呪われたソロモン（オスカー〈ヴァーノン・ドブチェフ〉）
- ファム・ファタール（シフ大使館員〈グレッグ・ヘンリー〉）※ソフト版
- フェイス（ビル〈アーサー・ホワイブロー〉、ニュースキャスター、ラジオDJ、通信の声、受付巡査部長）
- フォレスト・ガンプ/一期一会（ジョン・レノン）※日本テレビ版
- プラトーン ※テレビ朝日版
- プルーフ・オブ・ライフ（ドーヴァー・マクルーン）
- フル・ブラスト（スティーヴン・アイヴォリー）
- ブレア・ウィッチ・プロジェクト
- フレッシュ・アンド・ボーン 〜渇いた愛のゆくえ〜（クレム・ウィレッツ）
- プロブレムでぶ/何でそうなるの?!（ドレイク・サビッチ〈ゲイリー・ビジー〉）
- フロム・ダスク・ティル・ドーン2（バリー〈ブルース・キャンベル〉）
- ペイバック ※日本テレビ版
- ペリカン文書（エドウィン・F・スネラー〈スタンリー・アンダーソン〉）※ソフト版
- ベルリンの熱い壁（クライスト刑事〈イーモン・ボランド〉）
- 冒険者たち（デュブルイ氏）※テレビ東京版
- 暴走特急（A-TACの幹部）※テレビ朝日版
- 僕の巡査（1990年代のパトリック〈ルパート・エヴェレット〉）
- ボディ・ターゲット ※テレビ朝日版
- ポルターガイスト3 / 少女の霊に捧ぐ…
- マイ・ブラザー
- マイ・フレンド・メモリー
- マリア・マザレロ しあわせな家（ジュゼッペ）
- ミシシッピー・バーニング ※ソフト版
- ミラーズ2
- 名犬ラッシー（ピート・ジャーマン）
- めぐり逢えたら ※ソフト版
- メモリー・キーパーの娘（デヴィッド・ヘンリー〈ダーモット・マローニー〉）
- 燃えよデブゴン10 友情拳
- もしも昨日が選べたら（エイマー社長〈デヴィッド・ハッセルホフ〉）
- 野獣捜査線
- ラスベガスをやっつけろ（ラセルダ〈クレイグ・ビアーコ〉）※旧ソフト版
- リチャード・ニクソン暗殺を企てた男（ジャック・ジョーンズ〈ジャック・トンプソン〉）
- レイダース/失われたアーク《聖櫃》（ゴブラー〈アンソニー・ヒギンズ〉）※旧ソフト版
- レスリー・ニールセンの2001年宇宙への旅（大統領〈ダミアン・メイソン〉）
- レッド・オクトーバーを追え!（タイラー、潜水士官、当直士官、無線、水兵）※TBS版
- REDリターンズ（デイヴィス〈ギャリック・ヘイゴン〉）
- レプリカント（ロアーク〈アラン・グレイ〉）※テレビ東京版
- ローデッド・ウェポン1（マイク〈デニス・リアリー〉、エリック、インド人2、ヘリの男、警官、業者、男）※標準語版
- ロスト・ソウルズ（ジョン・タウンゼンド助祭〈イライアス・コティーズ〉）
- ロボコップ（マンソン〈エドワード・エドワーズ〉）※テレビ朝日版
- ワイアット・アープ（カーリー・ビル・ブローシアス〈ルイス・スミス〉）※ソフト版
- わが心の友 愛犬デヴォン
- 102
- ワンス・アポン・ア・タイム・イン・チャイナ&アメリカ/天地風雲

#### ドラマ
- アウター・リミッツ（アイバース隊長、ノルマンディ〈ヴィクター・ガーバー〉）
- アガサ・クリスティー ミス・マープル グリーンショウ氏の阿房宮
- アボンリーへの道（マクミラン、車掌）
- アメリカン・ヒーロー
- アリー my Love（ウォルデン〈マーク・メトカーフ〉、バリー・マニロウ、チェース判事）
- ER緊急救命室
  - シーズン4（マコーミック）
  - シーズン6（ビドー）
  - シーズン8（モートン）
- イ・サン（イ・ジョンテ〈イ・ビョンシク〉）
- インディ・ジョーンズ/若き日の大冒険（ジョーンズ教授、ガスコイン）
- WITHOUT A TRACE/FBI 失踪者を追え!3（ギャレット〈スキップ・オブライエン〉）
- ウルトラマンG（スタンレー・ハガード〈ジェイ・ハケット〉、ゴーデス）
- エイリアン・ウォーズ（レイノルズ軍曹）
- エレメンタリー ホームズ&ワトソン in NY（オリバー・パーセル〈マーク・モーゼス〉）
- カシミアマフィア
- 救命医ハンク セレブ診療ファイル（シルバー）
- クッキ 〜菊熙〜（ヤン検事〈キム・ギュチョル〉）
- グッド・ワイフ（ダニエル・ゴールデン〈ジョー・モートン〉）
- クライム・ストーリー（ウォーカー大佐〈ティモシー・カーハート〉、スティーブ・アルトマン〈ウィリアム・コンバース＝ロバーツ〉）
- クリミナル・マインド4 FBI行動分析課（ロン・フルウッド刑事〈マイケル・ビーン〉）
- クリミナル・マインド10 FBI行動分析課
- グレイズ・アナトミー6 #4（トム・ウィーラー〈トム・アマンデス〉）
- 刑事フォイル（フィリップス教授）
- コールドケース6（アンドリュー・パワーズ）
- こちらブルームーン探偵社 #1（捜査員1）
- The Sinner -隠された理由-（ハリー・アンブローズ刑事〈ビル・プルマン〉[6]）
- ザ・プリテンダー 仮面の逃亡者（ドワイト・カンクル保安官〈ロバート・キャラダイン〉、ダニエル・クロケット〈クリス・エリス〉）
- 三国志演義（闞沢）
- CSI:ニューヨーク（レオナード・ガイルズ博士〈J・グラント・アルブレヒト〉）
- CSI:ニューヨーク7（プラングストン・ラングレー）
- CSI:マイアミ
  - シーズン3（ウェスリー・モーガン〈ダリルの父〉〈マーク・ダーウィン〉）
  - シーズン4（ケン・ギャノン〈パトリック・ファビアン〉）
- CSI:4 科学捜査班 #13（タイ・カールフィールド〈ダニー・ヒューストン〉）
- シークエスト シーズン2（コロン〈ファン・フェルナンデス〉）
- シドニー・シェルダンの明日があるなら（ジョー・ロマノ〈ジョセフ・コーテス〉）※テレビ東京版
- SHERLOCK（シャーロック）（ジョン・ガービー下院議員、サー・エドウィン）
- 恕の人 -孔子伝-（陽虎〈ガオ・ファ〉）
- 新アウターリミッツ（イーヴルス司令官〈マイケル・コプサ〉）
- 新スタートレック（マンダリン・バリフ〈ケイリー＝ヒロユキ・タガワ〉、ニルレム〈スティーブン・アンダーソン〉、ネベック副司令官〈スコット・マクドナルド〉、バイジック〈エリック・アヴァリ〉）
- スターゲイト アトランティス（スティーブン・コールドウェル大佐〈ミッチ・ピレッジ〉）
- スタートレック:エンタープライズ（ダニエルス〈マット・ウィンストン〉）
- ストリート・ジャスティス（ウィリス〈ブル・マンクマ〉、カーチ弁護士〈ビクトリー・ヤング〉、トニー〈レイマンド・スタン〉 他）
- 第一容疑者6 死者の香水（デヴィッド・ソーンダイク警視）
- 対決スペルバインダー（警官）
- ダメージ2（サム・アーセナル〈ジェームズ・ノートン〉）
- チャームド 〜魔女3姉妹〜 シーズン3
- デスパレートな妻たち2（サリバン刑事〈ニック・チンランド〉）
- ドーソンズ・クリーク（ミッチェル・リアリー〈ジョン・ウェズリー・シップ〉）
- となりのサインフェルド（ベン〈リチャード・バージ〉）
- PERSON of INTEREST 犯罪予知ユニット（アイヴァン・ヨゴロフ捜査官〈オレク・クルパ〉）
- ハイテク武装車バイパー（ウォルター・パウエル〈グレン・モーシャワー〉）
- バグズ〜ハイテクスパイ大作戦（グレアム〈マシュー・マーシュ〉）
- ハリーズ・ロー 裏通り法律事務所（ミッチェル・イーヴス）
- HAWAII FIVE-0
  - シーズン1 #14（ロバート・ロヴィン〈グレッグ・ジャーマン〉）
  - シーズン3 #12（ブライアン・スティーヴンス〈ジェフ・フェイヒー〉）
- 犯罪捜査官ネイビーファイル（カシム〈ヴィンセント・リオッタ〉、マックス・フランクル中佐〈レリック・スミス〉、ロナルド・ビッカース中佐〈サム・へニングス〉）
- V.I.P.（コルト・アロー〈ブライアン・クランストン〉）
- フェリシティの青春（フェントン〈アレックス・カーター〉）
- プロビデンス（スティーブ・バローズ）
- ベイウォッチ（ジョーダン・スチュアート）
- 冒険野郎マクガイバー シーズン2 #9（馬の男）
- ホワイトチャペル3 終わりなき殺意（トラヴィス・アンダーウッド）
- マードック・ミステリー 〜刑事マードックの捜査ファイル〜（ダン）
- MAD MEN マッドメン3
- 名探偵ポワロ ※NHK版
  - 100万ドル債券盗難事件（トム・フランクリン〈キエロン・ジェキニス〉）
  - 死人の鏡（ロレンス執事）
  - エンドハウスの怪事件（駅員、医者）
  - ジョニー・ウェイバリー誘拐事件（警官）
- THE MENTALIST メンタリストの捜査ファイル4（アーチー・ブルーム〈ウィリアム・R・モーゼス〉）
- よみがえり 〜レザレクション〜（フレッド・ラングストン保安官〈マット・クレイヴン〉）
- ローマ帝国 血塗られた統治（マルクス・アウレリウス・アントニヌス皇帝）
- 六龍が飛ぶ（イ・ソンゲ〈チョン・ホジン〉）
- ロズウェル - 星の恋人たち（ジョナサン・フレイクス）
- 私はラブ・リーガル3 #8（ダグ・ベイリー〈ジョン・ウェズリー・シップ〉）

#### アニメ
- ザ・シンプソンズ（ファット・トニー 〈初代〉レニエル・ウルフキャッスル〈2代目〉、ナレーション 他）
  - ザ・シンプソンズ MOVIE（ファット・トニー）※オリジナル版
- ティーモ・シュプリーモ（ケヴィン知事）
- バットマン
- ブラザー・ベア（ヒツジ2）
- ラグリッツ・ムービー（チャス）
- ラグラッツのGOGOアドベンチャー（チャス）
- LEGO スター・ウォーズ/フリーメーカーの冒険（ウェッジ・アンティリーズ）

### テレビアニメ
1979年
- ザ☆ウルトラマン（記者）
- ゼンダマン（ドン・万次郎）

1983年
- 亜空大作戦スラングル（ザシンサス）
- キャッツ・アイ
- スペースコブラ

1984年
- 超攻速ガルビオン（ジョニー）

1987年
- 愛の若草物語（印刷工）

1988年
- 小公子セディ（ダグラス）

1991年
- おにいさまへ…（男、葬儀屋）

1992年
- フランダースの犬 ぼくのパトラッシュ（雑貨屋）

1995年
- 飛べ!イサミ（からくり天狗〈東上別府鷹丸〉）

1996年
- 超者ライディーン（ガードマン）

1999年
- ごぞんじ!月光仮面くん（植物星人）
- 週刊ストーリーランド（車の男）
- 魔術士オーフェン Revenge（Dr.ケリー）

2001年
- i-wish you were here-（幹部2）
- 旋風の用心棒（植草）
- Z.O.E Dolores, i（基地司令）
- ヒカルの碁（塔矢行洋）

2002年
- GetBackers-奪還屋-（マフィア）

2003年
- R.O.D -THE TV-（刑事）
- カレイドスター（ケビン・ハミルトン） - 2シリーズ
- 最遊記RELOAD（伯父さん）
- NARUTO（日向ヒアシ）

2004年
- SAMURAI 7（長老）
- 花右京メイド隊 La Verite（慈悲王家当主）
- 火の鳥（スサノオ）

2006年
- Ergo Proxy（オマカトル）
- まじめにふまじめ かいけつゾロリ（ムラサキウニ男爵）

2007年
- 獣神演武 -HERO TALES-（瑛烈）
- 鉄子の旅（駅員）

2008年
- ゴルゴ13（アーノルド・グラストン）
- のだめカンタービレ シリーズ（2008年 - 2010年、トマ・シモン） - 2シリーズ

2009年
- アスラクライン（社長〈嵩月奏の父〉） - 2シリーズ
- クイーンズブレイド 流浪の戦士（長老）

2010年
- NARUTO -ナルト- 疾風伝（日向ヒアシ、日向の長老〈2代目〉）

2012年
- トータル・イクリプス（フランク・ハイネマン）
- モーレツ宇宙海賊（ロバート・ドリトル）

2013年
- 翠星のガルガンティア（フランジ）
- ハイスクールD×D NEW（バルパー・ガリレイ）
- ストライク・ザ・ブラッド（クリストフ・ガルドシュ）

2014年
- グリザイアの果実（榊道昭）
- 白銀の意思 アルジェヴォルン（ナカツカサ・ゲンショウ）

2015年
- アルスラーン戦記（ヴァフリーズ）
- 下ネタという概念が存在しない退屈な世界（鬼頭慶介）

2016年
- 名探偵コナン コナンと海老蔵 歌舞伎十八番ミステリー（細尾拓也）
- アクティヴレイド -機動強襲室第八係-（海堂長官）

2017年
- モンスターハンター ストーリーズ RIDE ON（マッホ）
- 有頂天家族2（八坂平太郎）
- ソード・オラトリア ダンジョンに出会いを求めるのは間違っているだろうか外伝（ゴブニュ）
- BORUTO-ボルト- -NARUTO NEXT GENERATIONS-（日向ヒアシ）
- 遊☆戯☆王VRAINS（Go鬼塚のマネージャー）
- Re:CREATORS（店主）
- 魔法陣グルグル（ドキド）
- クジラの子らは砂上に歌う（ハクジ）
- Just Because!（陽斗の祖父）

2018年
- 覇穹 封神演義（元始天尊）
- りゅうおうのおしごと!（夜叉神弘天）
- キリングバイツ（品田正信）
- 鹿楓堂よついろ日和（東極京之介）
- 銀河英雄伝説 Die Neue These 邂逅（トーマ・フォン・シュトックハウゼン）
- 天狼 Sirius the Jaeger（直江男爵）
- ゴールデンカムイ（写真師）

2019年
- かぐや様は告らせたい〜天才たちの恋愛頭脳戦〜（四宮雁庵）
- Fairy gone フェアリーゴーン（レイ・ドーン） - 2シリーズ
- ロード・エルメロイII世の事件簿 -魔眼蒐集列車 Grace note-（カラボー・フランプトン）
- ダンジョンに出会いを求めるのは間違っているだろうかII（カーム）
- あひるの空（2019年 - 2020年、校長先生）

2021年
- Vivy -Fluorite Eye's Song-（ドクター）
- ポケットモンスター（ナナカマド博士）

2022年
- 名探偵コナン（石橋健吾）
- 進撃の巨人（フリッツ）
- クレヨンしんちゃん（舎亜真戸郎）
- ニンジャラ（ニンジャマン、道魔）

### 劇場アニメ
2000年代
- 風を見た少年（2000年）
- スチームボーイ（2004年）

2010年代
- おおかみこどもの雨と雪（2012年）
- THE LAST -NARUTO THE MOVIE-（2014年、日向ヒアシ）
- 心が叫びたがってるんだ。（2015年、坂上八十八）
- BLACKFOX（2019年、兵衛）

2020年代
- レベッカ（2020年、雑貨屋店主、ナレーション）
- サイダーのように言葉が湧き上がる（2021年）

### OVA
1980年代
- 華星夜曲（1989年、医者）
- 独身アパートどくだみ荘（1989年）

1990年代
- ブラック・ジャック（1993年、ニュースアナ）
- 銀河英雄伝説（1994年）
- 竜機伝承（1997年、臣官）

2000年代
- カレイドスター Legend of phoenix 〜レイラ・ハミルトン物語〜（2005年、ケビン・ハミルトン）
- GUNDAM EVOLVE../10 MSZ-010 ΖΖ-GUNDAM（2005年、ジュピトリス艦長）

2010年代
- 機動戦士ガンダム THE ORIGIN（2015年 - 2017年、ジオン・ズム・ダイクン） - 2019年に再編集作品『THE ORIGIN 前夜 赤い彗星』テレビ放送

### Webアニメ
- FLAG（2006年、基地司令）
- ベイウォーリアーズ サイボーグ（2015年、パウル侯爵）
- PLUTO（2023年、天馬博士[15]）

### ゲーム
1996年
- スタートレック:ボーグ（ラルフ・ファーロン大尉）

2001年
- 逢魔が時2（原田宗次郎）

2002年
- ヒカルの碁 〜院生頂上決戦〜（塔矢行洋）
- ヒカルの碁 〜平安幻想異聞録〜（藤原行洋）

2003年
- 遊星からの物体X episodeII（ホイットニー大佐 / バロウズ）

2004年
- 王子さまLV2（カイラバ画伯）

2005年
- GENJI（ナレーション）
- 義経英雄伝修羅（源十郎行家）

2006年
- JEANNE D'ARC（ジャック）
- 天誅 千乱

2007年
- エンチャント・アーム（カリヴァン）
- NARUTO -ナルト- 疾風伝 ナルティメットアクセル2（日向ヒアシ）

2009年
- 遠隔捜査 -真実への23日間-（沼崎栄太郎）
- 新宿の狼（中西忠雄）

2011年
- DUNAMIS15

2012年
- 源狼 GENROH（平教盛）
- ルートダブル -Before Crime * After Days-（柏木諒謙）

2013年
- ティアーズ・トゥ・ティアラII 覇王の末裔（ハンノ）
- マブラヴ オルタネイティヴ トータル・イクリプス（フランク・ハイネマン）

2015年
- アルスラーン戦記×無双（ヴァフリーズ）

2016年
- NARUTO -ナルト- 疾風伝 ナルティメットストーム4（日向ヒアシ）

2017年
- ダンジョンに出会いを求めるのは間違っているだろうか〜メモリア・フレーゼ〜（2017年 - 2022年、ゴブニュ、精霊馬フィネガス）

2018年
- 聖剣伝説2 SECRET of MANA（ジェマ）

2023年
- ドラゴンクエストX 眠れる勇者と導きの盟友 オフライン（アリオス国王） - 超大型拡張DLC
- NARUTO X BORUTO ナルティメットストームコネクションズ（日向ヒアシ）
- 機動戦士ガンダム 鉄血のオルフェンズ ウルズハント（オキナ・ウロカ）

### ドラマCD
1995年
- MIND ASSASSIN（片瀬圭一）
- ストリートファイターZERO 外伝 〜春麗旅立ちの章〜（揚、売人3、組織の男5、ヤクザ3）

1996年
- 創竜伝（高林健吾）

1998年
- GPX（チャーチル）

2002年
- 王子さま（ローウェルの祖父）

2003年
- 西洋骨董洋菓子店（小谷）

2004年
- 王子さまLv2（カイラバ画伯 / ローウェルの祖父）

2005年
- トリニティ・ブラッド File #03「RADIO HEAD」（クロード・ガルネ中佐）

2008年
- 美貌の侯爵閣下（片山修一郎）

2011年
- せんごくっ!? 〜悠久乱世恋華譚〜 どきどきっ!?〜天下分け目の花嫁修業!!〜（爺、ナレーション）

2013年
- 花とゆめ ドラマCD こももコンフィズリー「ようこそメリメロへ!」（湖桃の父）

### 特撮
- 仮面ライダーBLACK（1988年）
- ブルースワット（1994年、デスキーラ3兄弟ドウの声）
- 電磁戦隊メガレンジャー（1997年、ヤマアラシネジラーの声）
- 超星艦隊セイザーX（2006年、ネオデスカル / ブラックライオの声）

### ラジオドラマ
- 超人ロック コズミックゲーム（1996年、農夫）

### ナレーション
- 感動の美景鉄道DVD（ナレーション〈夏・冬〉）
- クラシック倶楽部（NHK BSプレミアム）
- プレミアムシアター クラシック・ロイヤルシート（NHK BSプレミアム）
- サプリメントイタドリTVCM
- ソックリさん劇場（TBS）
- 世界名曲の旅（NHK）
- 世界鉄道の旅（NHK BS1）
- BS世界のドキュメンタリー（NHK BS1）
- プラネット 新・惑星紀行DVD
- フランケンシュタインの誘惑 科学史 闇の事件簿（NHK BSプレミアム）※番宣ナレーション
- ユーキャンDVDシリーズ「大日本帝国海軍」（朗読）

### ボイスオーバー
- アナザーストーリーズ 運命の分岐点（2016年、NHK BSプレミアム）
  - 「ハドソン川の奇跡 ニューヨーク不時着 世紀の生還劇」（チェズレイ・サレンバーガーの声）
  - 「アポロ13号の奇跡」（ジェラルド・エルヴェラムの声）
- NHKドキュメンタリー「世界で一番美しい瞬間」（NHK BSプレミアム）
- NHKアーカイブス プレミアムアーカイブス「恐竜研究大図鑑」
- 衛星ドラマ劇場「巌窟王〜モンテ・クリスト伯」（第2回）
- クラシック・ロイヤルシート（NHK BSプレミアム）
  - 「クラシック名曲への道」（サイモン・キャローの声）
- エンジョイライフ 動物に魅せられた人たち「愛するサルの幸せ」（NHK BS1）
- ザ・プレミアム 井浦新 アジアハイウェイを行く（NHK BSプレミアム）
- スーパーストームの真実（NHK総合）
- フランケンシュタインの誘惑 科学史 闇の事件簿（NHK BSプレミアム、アーサー・エディントンの声）
- BSプレミアム「人類の宿命 アルツハイマー病に挑む〜ここまでわかった驚異の事実」（ビル・フレミングの声）
- 地球ドラマチック（NHK総合）
  - 「砂漠に出現!円形ビル」（2013年）
  - 「不思議!味覚の世界」（2013年）
  - 「宇宙の神秘〜誕生から死まで〜」（2014年）
  - 「水中都市は実現できる!?」（2015年）
  - 「アブ・シンベル神殿を守れ!〜世紀の引っ越し大作戦〜」（2016年）
  - 「バミューダ・トライアングル〜科学で迫る魔の海域〜」（2016年）
  - 「太古のミステリー 〜消えた大型哺乳類〜」（2020年）
  - 「ハチの世界をのぞいてみたら」（2022年）
- 地球ロマン（NHK総合）
- 知への旅（NHK総合）
- ドキュメント地球時間（NHK総合）
- 所さんのニッポンの出番!（TBS）
- BS世界のドキュメンタリー（NHK BS1）
  - 「チェルノブイリ “鋼鉄シェルター・プロジェクト”のすべて」（ヴィクトル・イフキン、ニコライ・パジェンツェフの声）
- BBCセレクション（NHK衛星放送）
- 冒険への招待「アニマルアドベンチャー」（NHK BS1、ジャック・ハンナの声）
- モーガン・フリーマン 時空を超えて（NHK-Eテレ）
- ワールドドキュメンタリーシリーズ（NHK BS1）

### その他コンテンツ
- SUPER SOUND THEATRE VINLAND SAGA〜英雄復活の章〜 音楽朗読劇（2017年） - ラグナル
- 世界まるごとHOWマッチ - 声の出演